# Oligacanthopus
Oligacanthopus is een geslacht van rechtvleugeligen uit de familie Mogoplistidae. De wetenschappelijke naam van dit geslacht is voor het eerst geldig gepubliceerd in 1912 door Rehn & Hebard.

## Soorten
Het geslacht Oligacanthopus  is monotypisch en omvat slechts de volgende soort:
- Oligacanthopus prograptus (Rehn & Hebard, 1912)